# Bathyuroconger vicinus
Bathyuroconger vicinus е вид змиорка от семейство Congridae. Видът не е застрашен от изчезване.

## Разпространение и местообитание
Разпространен е в Австралия, Бенин, Венецуела, Виетнам, Габон, Гана, Гватемала, Гвиана, Гвинея, Индия, Индонезия, Кабо Верде, Камбоджа, Камерун, Кения, Колумбия, Малайзия, Малдиви, Мексико, Намибия, Нигерия, Никарагуа, Панама, Папуа Нова Гвинея, САЩ (Хавайски острови), Сомалия, Суринам, Тайланд, Танзания, Того, Френска Гвиана, Хондурас, Шри Ланка, Южна Африка и Япония.
Среща се на дълбочина от 120 до 1281 m, при температура на водата от 3,2 до 14,1 °C и соленост 34,3 – 35,3 ‰.

## Описание
На дължина достигат до 88 cm.